# Romanée-Saint-Vivant

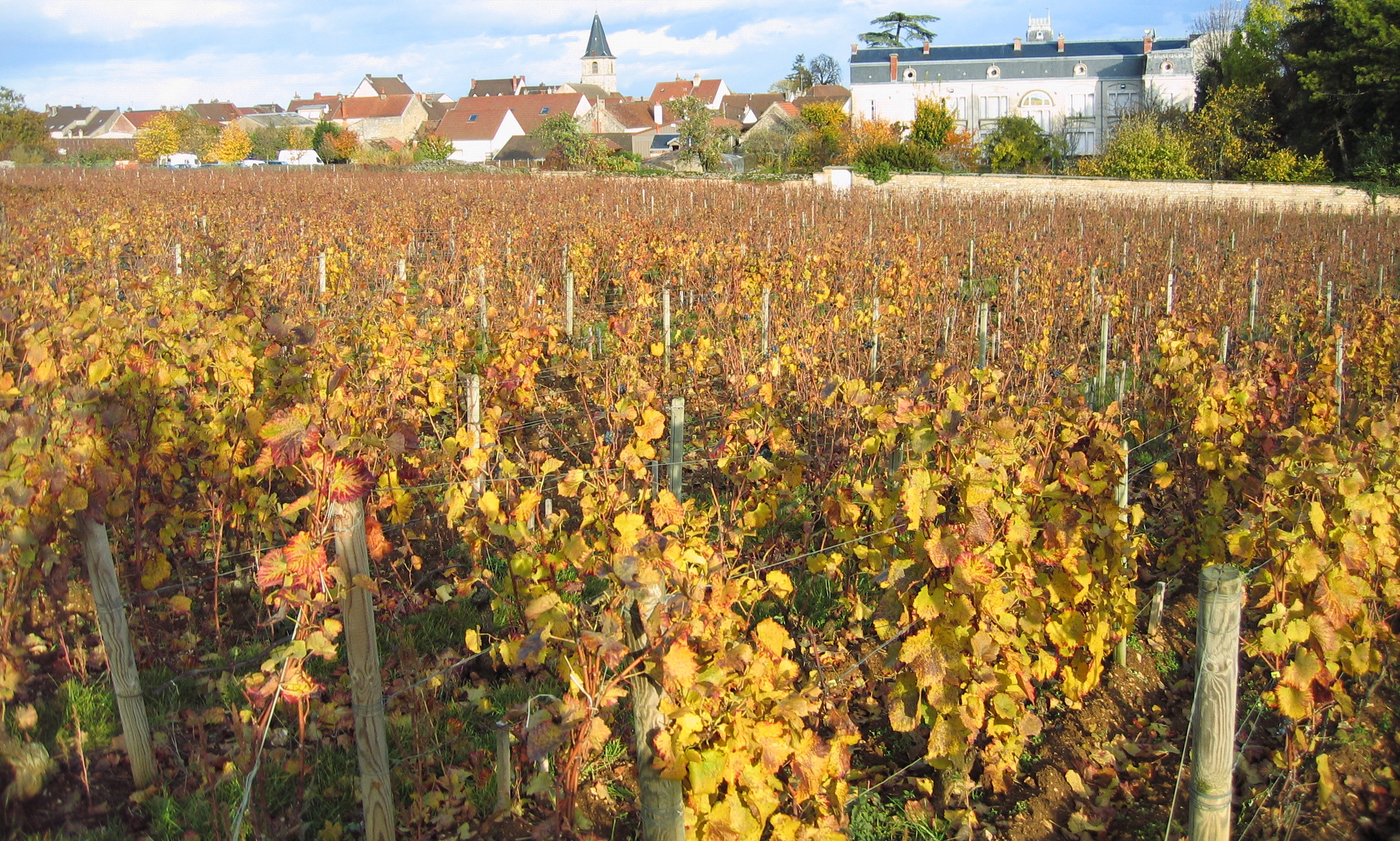
Südöstliche Ecke der Lage Romanée-Saint-Vivant. Im Hintergrund erkennt man das Dorf Vosne-Romanée.

Romanée-Saint-Vivant ist eine als Grand Cru eingestufte Weinlage an der Côte d’Or im französischen Burgund. Sie liegt in der Gemeinde Vosne-Romanée, hat eine Fläche von 9,43 Hektar und eine eigene Appellation. Erzeugt wird ausschließlich Rotwein.

## Lage, Klima und Boden
Die Weinlage Romanée-Saint-Vivant befindet sich auf einem leicht ansteigenden Osthang in 250 bis 260 m Höhe über dem Meeresspiegel. Im Norden grenzt sie an die Premier Cru Lage Les Suchots. Östlich stößt die Lage unmittelbar an den Dorfkern von Vosne. Im Süden liegt die Grand Cru Lage La Grande Rue. Im Westen schließen an seiner höchsten Stelle die bekannten Lagen Romanée-Conti und La Romanée sowie Richebourg an.

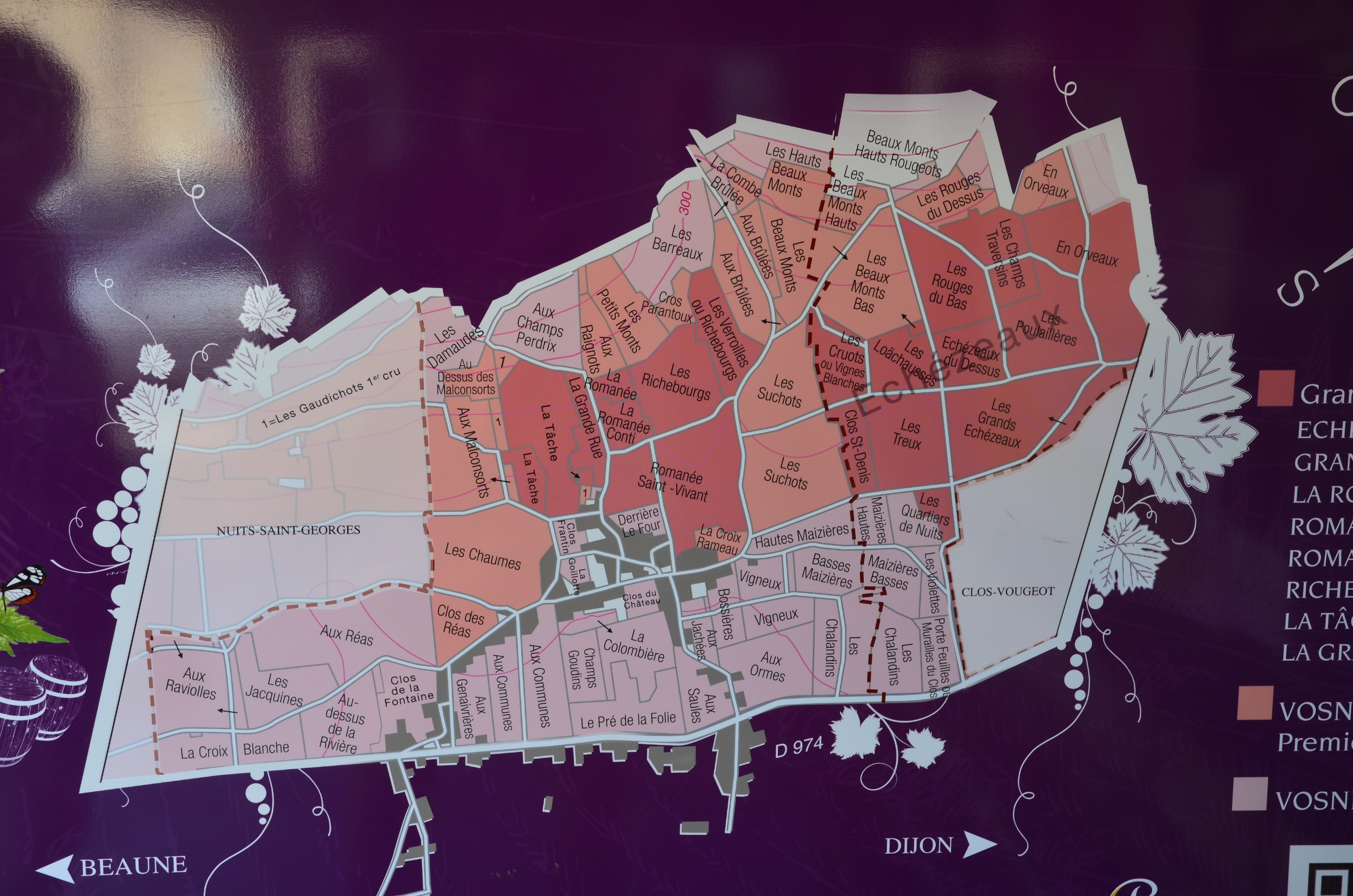
Übersichtsplan der einzelnen Lagen in Vosne-Romanée
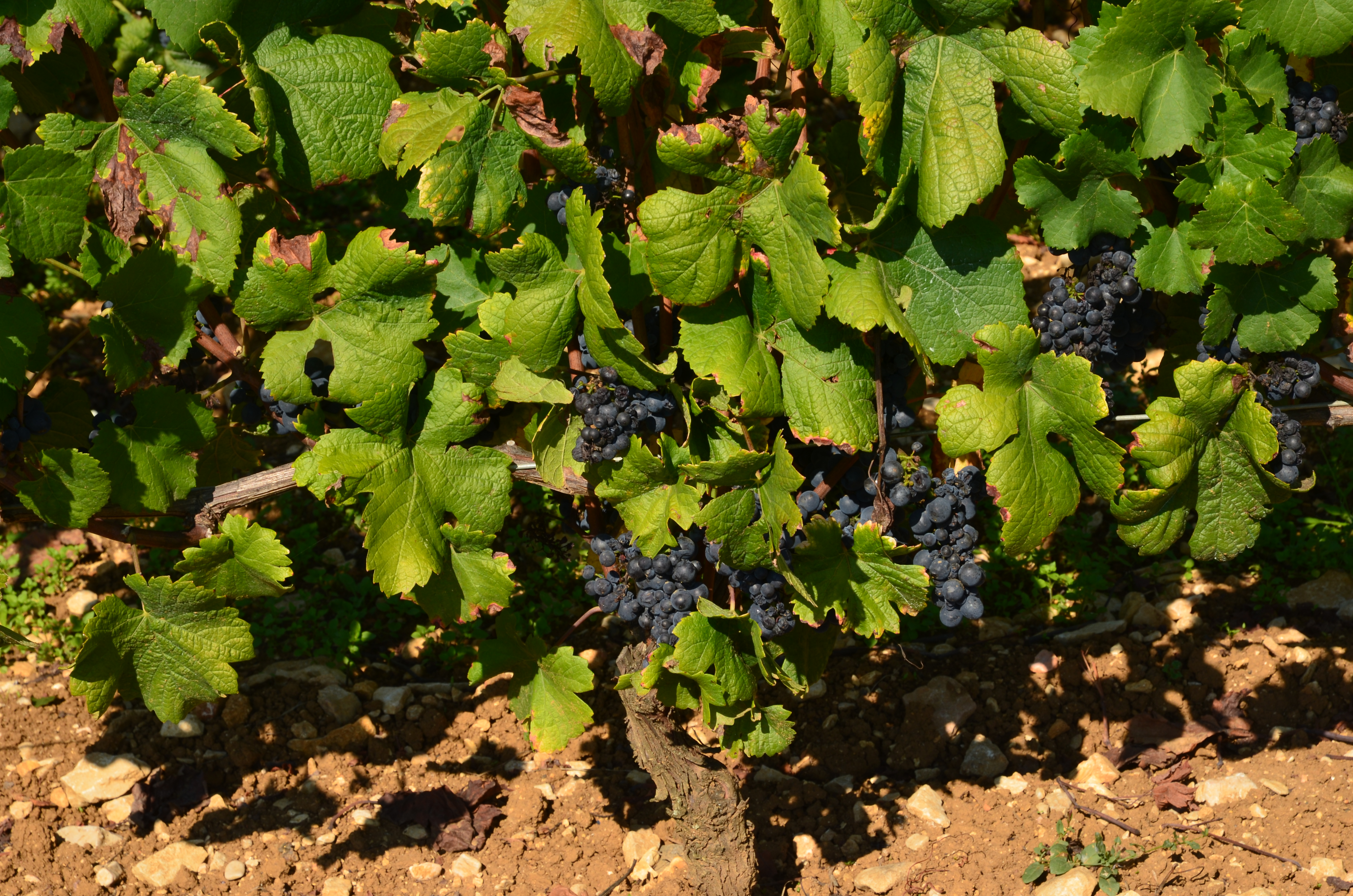
Rebe Romanée Saint Vivant im September 2016

Im Bereich der Lage ist fossilführender Mergel des Bajocium aufgeschlossen. Die zahlreichen Kalksteine speichern die Wärme des Tages und strahlen sie in der Nacht wieder an die Reben ab. Zudem sorgen sie für eine gute Drainage.
Das Klima wird dem burgundischen Übergangsklima zugeordnet, bei dem kontinentale Einflüsse gegenüber maritimen überwiegen. Die zumeist trockenen und heißen Sommer lassen den Pinot noir zwar ausreifen, große Jahrgänge entstehen aber nur, wenn kein Regen im Herbst die Lese beeinträchtigt. Bedingt durch die reine Ostlage ist das Mikroklima verhältnismäßig kühl, aber besonders sonnig. Genau unterhalb des Einschnitts der Combe de Concoeur gelegen, ist Romanée-Saint-Vivant vor nächtlichen Fallwinden und Spätfrösten geschützt.
Für die nördlich gelegene Stadt Dijon (316 m), galten zwischen 1961 und 1990 folgende Klimadaten:
| Monat                                                               | Jan  | Feb  | Mär  | Apr  | Mai  | Jun  | Jul  | Aug  | Sep  | Okt  | Nov  | Dez  | Jahr  |
| ------------------------------------------------------------------- | ---- | ---- | ---- | ---- | ---- | ---- | ---- | ---- | ---- | ---- | ---- | ---- | ----- |
| Mittlere minimale Temperaturen °C                                   | −1   | 0,1  | 2,2  | 5    | 8,7  | 12   | 14,1 | 13,7 | 10,9 | 7,2  | 2,5  | −0,2 | 6,3   |
| Mittlere Temperaturen °C                                            | 1,6  | 3,6  | 6,5  | 9,8  | 13,7 | 17,2 | 19,7 | 19,1 | 16,1 | 11,3 | 5,6  | 2,3  | 10,5  |
| Mittlere maximale Temperaturen °C                                   | 4,2  | 7    | 10,8 | 14,7 | 18,7 | 22,4 | 25,3 | 24,5 | 21,3 | 15,5 | 8,6  | 4,8  | 14,8  |
| Mittlere monatliche Niederschlagsmenge (mm)                         | 49,2 | 52,5 | 52,8 | 52,2 | 86,3 | 62,4 | 51   | 65,4 | 66,6 | 57,6 | 64,2 | 62   | 732,2 |
| Quelle: Archives climatologiques mensuelles - für Dijon (1961–1990) |      |      |      |      |      |      |      |      |      |      |      |      |       |

Im Jahr 2007 galt:
| Monat                                                             | Jan | Feb | Mär | Apr  | Mai  | Jun  | Jul  | Aug  | Sep  | Okt  | Nov | Dez | Jahr |
| ----------------------------------------------------------------- | --- | --- | --- | ---- | ---- | ---- | ---- | ---- | ---- | ---- | --- | --- | ---- |
| Mittlere Temperaturen °C                                          | 5,3 | 6,4 | 6,9 | 14,7 | 15,6 | 18,5 | 18,7 | 18,2 | 14,4 | 10,7 | 5,3 | 1,6 | 11,3 |
| Quelle: Mittlere Temperaturen am Messpunkt von Dijon im Jahr 2007 |     |     |     |      |      |      |      |      |      |      |     |     |      |

Im Jahr 2008 wurden folgende Daten erhoben:
| Monat                                                             | Jan | Feb | Mär | Apr | Mai  | Jun  | Jul  | Aug  | Sep  | Okt  | Nov | Dez | Jahr |
| ----------------------------------------------------------------- | --- | --- | --- | --- | ---- | ---- | ---- | ---- | ---- | ---- | --- | --- | ---- |
| Mittlere Temperaturen °C                                          | 3,8 | 4,7 | 6,3 | 9,1 | 15,8 | 17,8 | 19,9 | 18,6 | 13,8 | 10,3 | 6,4 | 2,1 | 10,7 |
| Quelle: Mittlere Temperaturen am Messpunkt von Dijon im Jahr 2008 |     |     |     |     |      |      |      |      |      |      |     |     |      |

## Wein
Romanée-Saint-Vivant wird in der Regel ausschließlich aus Pinot noir erzeugt. Als weitere Rebsorten sind Pinot Liébault und Pinot Beurot zugelassen. Theoretisch dürfen bis zu 15 % weiße Trauben (Chardonnay, Pinot gris und Pinot blanc) verwendet werden. Der natürliche Alkoholgehalt muss mindestens 11,5 Volumenprozent betragen. Die Chaptalisation ist – wie überall in Burgund – erlaubt. Im Falle einer künstlichen Anreicherung durch Trockenzucker ist ein maximaler Alkoholgehalt von 14,5° festgelegt. Der Basisertrag beträgt jährlich 35 Hektoliter je Hektar. Dieser darf maximal um 20 % überschritten werden. Von 2003 bis 2007 wurden im Mittel 271 Hektoliter erzeugt, also bei niedrigen 30,5 hl/ha. Damit liefert der Grand Cru gut 35.230 Flaschen pro Jahr.
Im Jahr 2005 betrug das mittlere Alter der Rebstöcke 33 Jahre.
Der Wein gilt allgemein als hervorragend, steht aber häufig im Schatten der anderen Grand Crus von Vosne-Romanée. In Beschreibungen wird dem Rotwein von Weinkennern eine besondere Geschmacksfülle, Komplexität und Finesse sowie Haltbarkeit zugesprochen.

## Geschichte
Die Geschichte der Grand Cru Lagen von Vosne-Romanée ist untrennbar mit den Abteien von Cîteaux und Saint-Vivant im heutigen Curtil-Vergy verbunden. Am 13. November 1131 vermachte Hugo II. Herzog von Burgund dem Kloster von Saint-Vivant bedeutende Ländereien auf dem Gebiet der heutigen Gemeinden Flagey-Echézeaux und Vosne-Romanée. Die Mönche legten im Laufe der Jahre diverse Weinberge an. Im Jahr 1232 erhielt das Kloster den Weinberg Cloux de Saint-Vivant als Schenkung von Alix de Vergy, zweite Gattin von Otto III.von Burgund. Der Weinberg Cloux de Saint-Vivant bestand gemäß einer Aufstellung aus dem Jahr 1512 aus den Gemarkungen Le Cloux des cinq Journaux, Le Cloux des quatre Journaux, Le Cloux des neuf Journaux und le Cloux du Moytant. Während die Parzelle Le Cloux des cinq Journaux (1, 7142 ha) am 19. Februar 1584 an Daniel Cousin verkauft wurde und später die Keimzelle der Lage Romanée-Conti darstellt, blieben die übrigen Parzelle im Besitz des Klosters. In einem Pachtvertrag aus dem Jahr 1765 wird schriftlich erstmals der Name Romanée de Saint-Vivant erwähnt.
Die Klöster betrieben bis zum Jahr 1791 Weinbau. Das Renommée des Romanée-Saint-Vivant belegt unter anderem ein Verzeichnis des Weinkellers Ludwigs XVI. Der Romanée-Saint-Vivant firmiert dort neben Chambertin, Clos de Vougeot, La Tâche und Richebourg. Im Frankreich der Revolution wurden die Besitztümer der Kirche zu Nationalgütern erklärt und versteigert. Romanée-Saint-Vivant wurde am 22. Januar 1791 von dem Weinhändler Nicolas-Joseph Marey (1760–1818) aus Nuits-Saint-Georges erworben. Verheiratet war er mit der Tochter des Mathematikers und zeitweiligen Ministers Gaspard Monge aus Beaune, daher erhielt dieser Familienzweig den Namen Marey-Monge. Marey zahlte für die Lage 583 Livre je Ouvrée (eine ouvrée = 0,0428 Hektar). Damit war der Zuschlag für eine Ouvrée deutlich niedriger, als für La Tâche (900 Livres) oder Chambertin (777 Livres) aber vergleichbar mit den Preisen der Lagen Clos de Tart (415 Livres) oder auch Clos de Vougeot (616 Livres).
Am 29. Dezember 1898 trennte sich die Familie Marey-Monge von der Parzelle Le Cloux des quatre Journaux und verkaufte sie an Louis Latour und Charles Noëllat.
Im Jahr 1966 wurden 5,28 Hektar Rebfläche an die Domaine de la Romanée-Conti verpachtet. Nach dem Tod von Geneviève Marey-Monge erbte die Familie Neyrand dieses Rebland und verkaufte es im Jahr 1988 für geschätzte 60 Millionen Französische Francs an die Domaine de la Romanée-Conti. Damit besitzt dieses Weingut über die Hälfte der Lage Romanée-Saint-Vivant. Die Domaine Leroy erwarb im Jahr 1988 0,99 ha der Weinlage. Weitere renommierte Besitzer sind die Domainen Arnoux-Lachaux, de L’Arlot, S. Cathiard, J.J. Confuron, Dujac, Hudelot-Noellat und Maison Louis Latour sowie die Domaine Poisot, welche Teile der Ernte an Maison Drouhin, Follin-Arbelet und Dominique Mugneret abgab. Der Großteil der Reblagen der Domaine Poisot, darunter 0,48ha von Romanée-Saint-Vivant wurde 2024 an den LVMH-Konzern verkauft Poisot mietet die Lage an und baut die Weine  weiterhin aus.
Den Status eines Grand Cru erhielt die Lage Romanée-Saint-Vivant am 11. September 1936. Das Dekret über die Appellation Contrôlée erfasst gleichzeitig die benachbarten Grands Cru-Lagen La Tâche, Richebourg, Romanée-Conti und La Romanée.